# Guido Sant’Anna
Guido Felipe Sant’Anna e Silva (* 28. Juni 2005 in Sao Paulo) ist ein brasilianischer Geiger. 2022 gewann er den Fritz-Kreisler-Wettbewerb in Wien. Seither konzertiert er weltweit als Solist.

## Anfänge
Sant’Anna begann mit dem Geigenunterricht, als er fünf Jahre alt war. Etwas später wurde Marcia Fukuda Uhlemann seine Lehrerin. Sein Talent wurde früh erkannt und Förderer ermöglichten ihm ein Orchesterdebüt im Alter von sieben Jahren. In diesem Alter wurde er auch Stipendiat der brasilianischen Sociedade de Cultura Artística und studierte dort bei Elisa Fukuda. Im April 2018, also noch im Alter von 12 Jahren, wurde er zum Menuhin-Wettbewerb in Genf eingeladen, erreichte dort im Finale den 6. Platz und gewann sowohl den Preis des Publikums als auch den Kammermusikpreis. In der Folge wurde er bereits zu Konzerten in London, Gstaad und Dubai eingeladen und konzertierte auf Festspielen in Moskau, New York und Madrid. Als besondere Auszeichnung erhielt er als Leihgabe eine Violine von Vincenzo Jorio (Neapel) aus dem Jahre 1833. In den folgenden Jahren gewann er noch zwei Preise in seinem Heimatland.

## Frühe Karriere
Im September 2022 nahm Sant’Anna am internationalen Fritz Kreisler Violinwettbewerb in Wien teil. Er erreichte das Galafinale der 3 besten Teilnehmer und spielte dort in Begleitung des ORF Radio-Symphonieorchesters Wien das Violinkonzert von Johannes Brahms Op. 77. Sant’Anna gewann mit seiner Darbietung den ersten Preis dieses Wettbewerbs.
In der Folge ergaben sich für Sant’Anna Möglichkeiten international zu konzertieren, so im Vereinigten Königreich, in Deutschland, Österreich, der Schweiz, Zypern, Brasilien, Paraguay und Korea. Im Juni 2023 spielte er im Rahmen des Rheingau Musik Festivals Édouard Lalos Symphonie espagnole, im Juni 2024 trat Sant’Anna wiederum beim Rheingau Musik Festival auf und gab Pjotr Iljitsch Tschaikowskis Violinkonzert Op. 35.
Seit 2023 studiert Sant’Anna zudem in der Kronberg Academy bei Mihaela Martin. Seit 2025 ist er Mitglied der stARTacademy von Bayer Kultur.

## Instrument
Sant’Anna spielt heute (Stand Juli 2024) eine Violine von Jean Baptiste Vuillaume aus dem Jahre 1874, die ihm als Leihgabe von dem Wiener Geigenbauer Marcel Richters zur Verfügung gestellt wurde.